# Emsländische Freilichtbühne Meppen

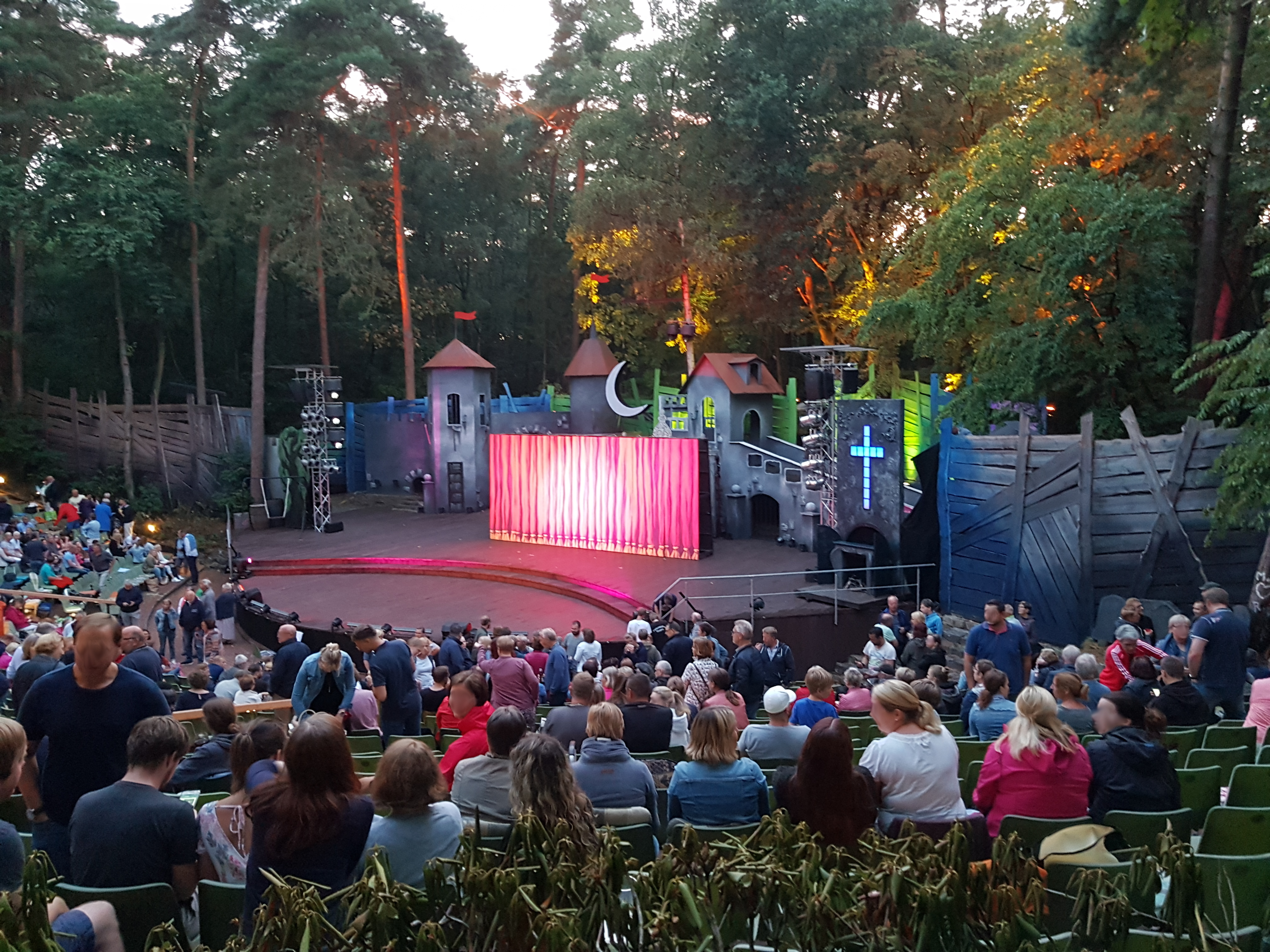
Blick auf die Bühne während der Pause.

Die Emsländische Freilichtbühne Meppen befindet sich seit dem Jahr 1951 am nördlichen Ortsrand von Esterfeld in der Stadt Meppen.
Von Mai bis September bietet die Freilichtbühne den Besuchern jeweils ein Familienmusical und ein Abendstück, meist aus dem Bereich Musical. Den bis zu 52.000 Besuchern, die jährlich in den Esterfelder Forst zur Naturbühne kommen, werden Ausstattungsstücke aus dem Bereich Musiktheater geboten. Über 350 aktive Mitglieder ermöglichen die Produktionen.
Die Spielzeit 2022 beendete die Freilichtbühne Meppen als besucherstärkste Freilichtbühne des VDF in Niedersachsen und damit zugleich in den norddeutschen Bundesländern.

## Geschichte
Die Gründung des Vereins geschah am 26. November 1950 im Germania Hotel in Meppen. Der Spatenstich zum Bau der Waldbühne fand am 15. Februar 1951 statt. Am 14. Mai 1951 fand die erste Aufführung statt: Das Käthchen von Heilbronn von Heinrich von Kleist.
In den ersten Jahren der Freilichtbühne spielten immer zahlreiche Schüler des Meppener Gymnasiums und Schülerinnen der Liebfrauenschule Meppen als Statisten mit.
Die Freilichtbühne liegt mitten im Wald und bietet 1626 (1571 fest bestuhlt, 55 Rollstuhlplätze) Zuschauern Platz.

## Bisherige Inszenierungen
Die folgende Auflistung basiert auf der offiziellen Chronik der Freilichtbühne.

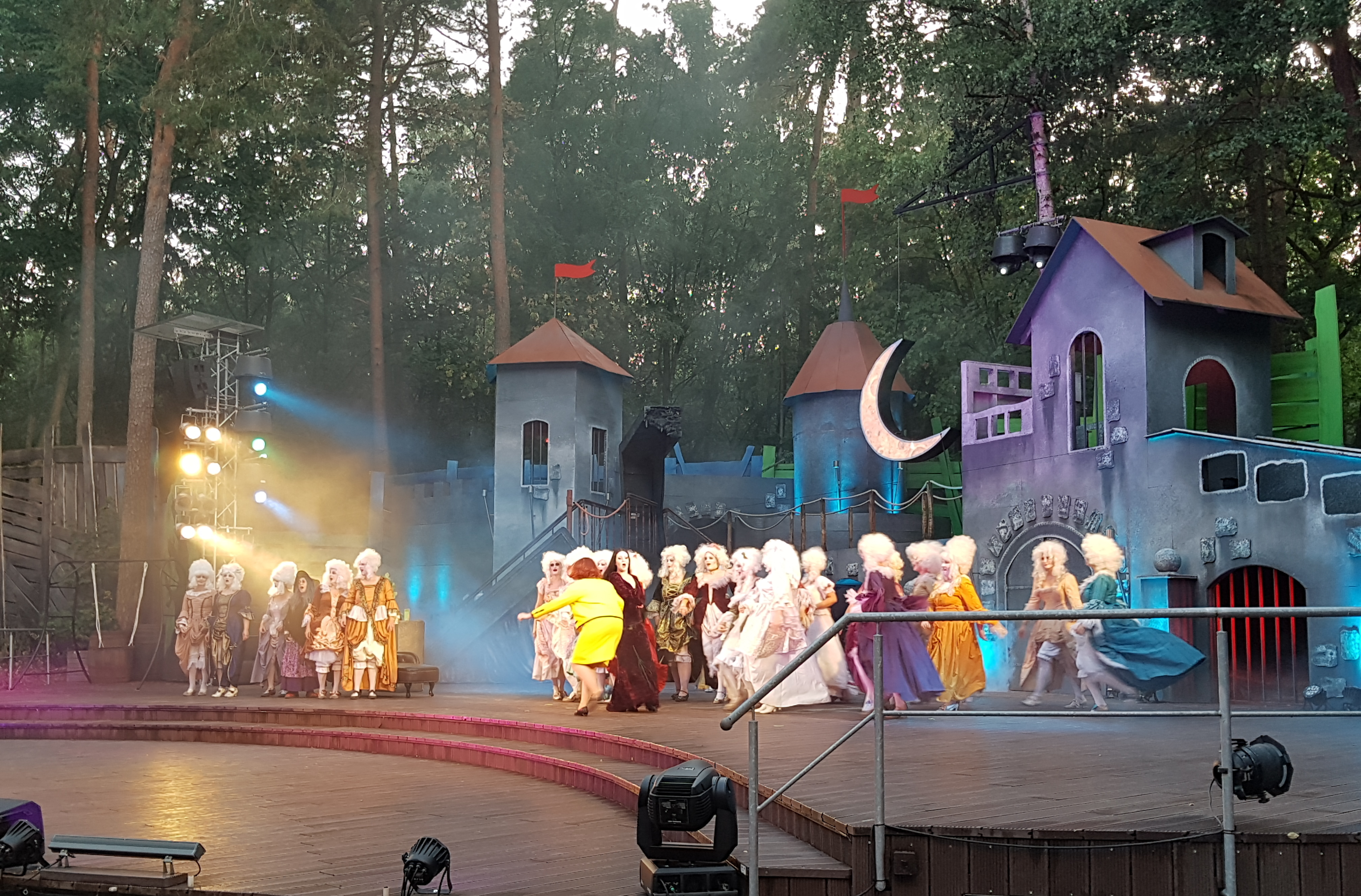
Aufführung des Musicals „The Addams Family“

| Jahr | Stück                                        | (Drehbuch-)Autor / Bearbeiter |
| ---- | -------------------------------------------- | --- |
| 1951 | Das Käthchen von Heilbronn                   | Heinrich von Kleist |
| 1951 | Die zärtlichen Verwandten                    | Roderich Benedix |
| 1952 | Andreas Hofer                                | Karl Immermann |
| 1953 | Das große Welttheater                        | Pedro Calderón de la Barca |
| 1953 | Reinecke Fuchs                               | Hermann Griebel |
| 1953 | Die Treckerkomodie                           | Maria Mönch-Tegeder |
| 1954 | Der Nibelungen Not                           | Max Mell |
| 1954 | Mau Mau in Mordörp                           | Maria Mönch-Tegeder |
| 1955 | Ein Sommernachtstraum                        | William Shakespeare |
| 1956 | Der Hauptmann von Köpenick                   | Carl Zuckmayer |
| 1956 | De dröge Jan                                 | Bernhard Uphus |
| 1957 | Der Meineidbauer                             | Ludwig Anzengruber |
| 1957 | Charlys Tante                                | Brandon Thomas |
| 1958 | Lumpacivagabundus                            | Nestroy |
| 1958 | Wenn de Hahn kreiht                          | August Hinrichs |
| 1959 | Die Räuber                                   | Friedrich Schiller |
| 1959 | För de Katt                                  | August Hinrichs |
| 1960 | Der Richter von Zalamea                      | Pedro Calderón de la Barca |
| 1960 | Don Gil von den grünen Hosen                 | Tirso de Molina |
| 1960 | Krach um Jolanthe                            | August Hinrichs |
| 1961 | Was ihr wollt                                | William Shakespeare |
| 1961 | De Doktorbuur                                | Bernhard Uphus |
| 1962 | Donna Diana                                  | Agustín Moreto |
| 1962 | Besöök ut de Stadt                           | Friedrich Lange |
| 1963 | Rübezahl                                     | Siegfried Färber |
| 1963 | De Deern’s ut’n Dorfkroog                    | Friedrich Lange |
| 1964 | De polit’sche Buck                           | Jens Exler |
| 1964 | Die Freier                                   | Joseph von Eichendorff |
| 1965 | Patsy                                        | Barry Conners |
| 1965 | Junge Deern up’n Hoff                        | Friedrich Lange |
| 1966 | Jedermann                                    | Hugo von Hofmannsthal |
| 1966 | Rut mit de Deern                             | Friedrich Lange |
| 1967 | Das Wirtshaus im Spessart                    | Paul Wanner |
| 1967 | De Jungfernkrieg                             | Karl Bunje |
| 1968 | Der eingebildete Kranke                      | Moliere |
| 1968 | Spektakel üm Roswitha                        | Karl Bunje |
| 1969 | Die lustigen Weiber von Kyritz               | H. Wilken und O. Justinus |
| 1970 | Das tapfere Schneiderlein                    | Anja Topas |
| 1970 | Charlys Tante                                | Brandon Thomas |
| 1970 | De verdreihten Wiewer                        | Erhard Asmus |
| 1971 | Schneeweißchen und Rosenrot                  | nach den Brüdern Grimm |
| 1971 | De swatte Hannibal                           | Karl Bunje |
| 1972 | Der gestiefelte Kater                        | Guido von Kaulla und Thekla von Kaulla |
| 1972 | Arsen und Spitzenhäubchen                    | Kesseling |
| 1973 | Pünktchen und Anton                          | Erich Kästner |
| 1973 | Wenn de Hahn kreiht                          | August Hinrichs |
| 1974 | Der Froschkönig                              | Josef Karl Grund |
| 1975 | Schinderhannes                               | Carl Zuckmayer |
| 1975 | Der Zwerg Nase                               | Wilhelm Hauff |
| 1975 | Kärmes in’t Dörp                             | Werner Brüggemann |
| 1975 | Der Vogelhändler                             | Carl Zeller |
| 1976 | Dornröschen                                  | Helmut Münchhausen |
| 1976 | De vergnögte Tankstelle                      | Hermann Homann |
| 1977 | Die Bremer Stadtmusikanten                   | Dieter Geseke |
| 1977 | Wiewerupstand in’t Dörp                      | Max König |
| 1977 | Schwarzwaldmädel                             | Leon Jessel |
| 1978 | Till Eulenspiegel                            | Heinz Wunderlich |
| 1978 | Well häff, dai häff                          | Erhard Asmus |
| 1979 | Rumpelstilzchen                              | Robert Bürkner |
| 1979 | För de Katt                                  | August Hinrichs |
| 1980 | Das tapfere Schneiderlein                    | Peter Jahreis |
| 1980 | Petrus giff Urlaub                           | Fritz Webner |
| 1981 | Der Räuber Hotzenplotz                       | Otfried Preußler |
| 1981 | Dat Verlägenheitskind                        | J.P. Asmussen |
| 1981 | Maske in Blau                                | Fred Raymond |
| 1982 | Neues vom Räuber Hotzenplotz                 | Otfried Preußler |
| 1982 | Der Schelm von Möhlenbrouk                   | Erhard Asmus |
| 1982 | Pension Schöller                             | Carl Laufs und Wilhelm Jacoby |
| 1983 | Aufstand im Gemüsebeet                       | David Wood |
| 1983 | Wenn de Hahn kreiht                          | August Hinrichs |
| 1983 | Pension Schöller                             | Carl Laufs und Wilhelm Jacoby |
| 1984 | Aladdin und die Wunderlampe                  | Peter Jahreis |
| 1984 | De Etappenhase                               | Karl Bunje |
| 1984 | Das Land des Lächelns                        | Franz Lehár |
| 1985 | Max und Moritz                               | Peter Jahreis |
| 1985 | Die deutschen Kleinstädter                   | August Kotzebue |
| 1986 | Der gestiefelte Kater                        | Peter Jahreis |
| 1986 | Angst vör’t Flaigen                          | Hans Gnant |
| 1987 | Die Bremer Stadtmusikanten                   | Peter Jahreis |
| 1987 | Golgatha – Die Passion                       | Peter Jahreis |
| 1988 | Die Wawuschels mit den grünen Haaren         | B.A. Mertz |
| 1988 | Das Wirtshaus im Spessart                    | Curt Hanno Gutbrod |
| 1989 | Das Dschungelbuch                            | Peter Jahreis |
| 1989 | Der Hauptmann von Köpenick                   | Carl Zuckmayer |
| 1990 | Der Zauberer von Oos                         | Peter Jahreis |
| 1990 | Anatevka                                     | Joseph Stein |
| 1991 | Kaspar und seine Freunde                     | Peter Jahreis |
| 1991 | My fair Lady                                 | Frederick Loewe |
| 1992 | Pinocchios Abenteuer                         | Peter Jahreis |
| 1992 | Im weißen Röss’l                             | Ralph Benatzky |
| 1993 | Max und Moritz                               | Peter Jahreis |
| 1993 | Hello Dolly!                                 | Jerry Herman |
| 1994 | Aladdin und die Wunderlampe                  | Peter Jahreis |
| 1994 | Gräfin Mariza                                | Emmerich Kálmán |
| 1995 | Das Dschungelbuch                            | Peter Jahreis |
| 1995 | Die drei Musketiere                          | Peter Jahreis |
| 1996 | Sieben auf einen Streich                     | Peter Jahreis |
| 1996 | Die Zirkusprinzessin                         | Emmerich Kálmán |
| 1997 | Alice im Wunderland                          | Peter Jahreis |
| 1997 | Golgatha – Die Passion                       | Peter Jahreis |
| 1998 | Cinderella                                   | Peter Jahreis |
| 1998 | Ein Käfig voller Narren                      | Jean Poiret |
| 1999 | Der Zauberer von Oos                         | Peter Jahreis |
| 1999 | Der König und Ich                            | Oscar Hammerstein II |
| 2000 | Peter Pan                                    | Regie: Peter Jahreis |
| 2000 | The Rocky Horror Show                        | Richard O’Brien |
| 2001 | Ronja Räubertochter                          | Astrid Lindgren |
| 2001 | West Side Story                              | Leonard Bernstein |
| 2002 | Die Bremer Stadtmusikanten                   | Peter Jahreis |
| 2002 | Annie get your Gun                           | Irving Berlin |
| 2003 | Jim Knopf u. Lukas der Lokomotivführer       | Peter Jahreis |
| 2003 | Cabaret                                      | Joe Masteroff |
| 2004 | Das Dschungelbuch                            | Peter Jahreis |
| 2004 | Kiss me Kate                                 | Bella Spewack und Samuel Spewack |
| 2005 | Max und Moritz                               | Peter Jahreis |
| 2005 | Show Boat                                    | Jerome Kern |
| 2006 | Pippi Langstrumpf                            | Astrid Lindgren |
| 2006 | The Rocky Horror Show                        | Richard O’Brien |
| 2007 | Die kleine Hexe                              | Otfried Preußler |
| 2007 | FOOTLOOSE                                    | Dean Pitchford und Walter Bobbie |
| 2008 | Tabaluga und Lilli                           | Peter Maffay |
| 2008 | Jesus Christ Superstar                       | Andrew Lloyd Webber |
| 2009 | HONK! Das hässliche Entlein                  | Anthony Drewe |
| 2009 | Copacabana                                   | Barry Manilow |
| 2010 | Jim Knopf und die Wilde 13                   | Michael Ende |
| 2010 | Fame                                         | José Fernandez |
| 2011 | Peter Pan                                    | nach James M. Barrie |
| 2011 | Anything Goes                                | Cole Porter |
| 2012 | Simba – König der Löwen                      | bearbeitet von Robert Hesse |
| 2012 | CRAZY FOR YOU                                | George Gershwin und Ira Gershwin |
| 2013 | Pippi in Taka-Tuka-Land                      | Astrid Lindgren |
| 2013 | Bye Bye Birdie                               | Charles Strouse |
| 2014 | Das Dschungelbuch                            | Rudyard Kipling |
| 2014 | Hair                                         | Gerome Ragni und James Rado |
| 2015 | Emil und die Detektive                       | Erich Kästner |
| 2015 | Im Weißen Rössl                              | Ralph Benatzky |
| 2016 | Der Zauberer von OZ                          | Lyman Frank Baum |
| 2016 | 42nd Street                                  | Michael Stewart und Mark Bramble |
| 2017 | Michel aus Lönneberga                        | Astrid Lindgren |
| 2017 | Flashdance                                   | Buch: Tom Hedley & Robert Cary Musik: Robbie Roth Lyrics: Robert Cary & Robbie Roth                                                                                 |
| 2018 | Ronja Räubertochter                          | Buch: Astrid Lindgren Bühnenversion: Barbara Hass Musik: Klaus Hillebrecht Liedtexte: Radulf Beuleke                                                                |
| 2018 | The Addams Family                            | Textbuch: Marshall Brickman & Rick Elice Musik & Liedtexte: Andrew Lippa Übersetzung ins Deutsche: Anja Hauptmann Basierend auf Figuren erfunden von Charles Addams |
| 2019 | Madagascar Nach dem Dreamworks-Film          | Buch: Kevin Del Aguila Musik & Liedtexte: George Noriega & Joel Someillan Deutsche Fassung: Christian Poewe                                                         |
| 2019 | Saturday Night Fever                         | Musical von: Robert Stigwood und Bill Oakes In der neuen Version von: Ryan McBryde Deutsche Dialoge: Anja Hauptmann                                                 |
| 2020 | keine Vorstellungen                          | |
| 2021 | keine Vorstellungen                          | |
| 2022 | Shrek                                        | Buch und Gesangstexte: David Lindsay-Abaire Musik: Jeanine Tesori Deutsche Fassung: Kevin Schroeder & Heiko Wohlgemuth                                              |
| 2022 | Blues Brothers – Im Auftrag des Herrn!       | Ein Rhythm & Bluesical frei nach dem Kultfilm von John Landis |
| 2023 | Aladin (Familien-Musical)                    | Buch: Radulf Beuleke Musik: Klaus Hillebrecht |
| 2023 | Sister Act                                   | Musik von Alan Menken Gesangstexte von Glenn Slater Buch von Cheri und Bill Steinkellner                                                                            |
| 2024 | 3 Musketiere                                 | Musik von Rob und Ferdi Bolland Buch von André Breedland |
| 2024 | Peter Pan (Familien-Musical)                 | Musik von Klaus Hillebrecht Buch von Radulf Beuleke |
| 2025 | La Cage aux Folles - Ein Käfig voller Narren | Musik und Gesangstexte: Jerry Herman Buch: Harvey Fierstein Deutsch: Erika Gesell und Christian Severin                                                             |
| 2025 | Das Dschungelbuch                            | Buch: Alexander Berghaus Nach: Rudyard Kipling Musik: Robert Owen Edwards & Hans-Wolfgang Bleich                                                                    |